# Smart Home IP
SHIP (Akronym für Smart Home IP) ist ein TCP/IP-basiertes, verschlüsseltes Transportprotokoll für Datenübertragung zwischen Geräten und Managementsystemen (z. B. Energiemanager oder Smart-Home-Systeme). SHIP ist von den Mitgliedern des EEBus Initiative e. V. entwickelt worden, um die organisationsinternen und branchenspezifischen Anforderungen (z. B. Sicherheit in der Energiebranche) optimal umzusetzen. Es ist nicht zu verwechseln mit CHIP (Project Connected Home over IP), einem offenen, lizenzfreien Verbindungsstandard für die Hausautomatisierung.
Die standardisierte SHIP-Spezifikation beschreibt den Ansatz für interoperable Kommunikation der intelligenten Applikationen im Haushalt und es bedeckt SHIP Datenknoten sowohl Lokal als auch SHIP Web Services und Remote-Datenknoten. Die Basis für SHIP sind die stark verbreiteten RFCs. Zusätzlich ist SHIP auch konform zu BSI Guideline TR03109 (BSI Guideline für sichere, verschlüsselte Energienetze und Smart Metering).
Weitere Keyfeatures sind:
- mDNS ermöglicht eine schnelle Identifizierung und Discovery
- Effiziente Reconnection dank TLS Session Resumption.
- Websockets ermöglichen unverzögerten Zugriff vom autorisierten Webserver durch die Firewall.

Dadurch bietet SHIP eine sichere TCP/IP-basierte Geräteschnittstelle ohne Broker oder andere Single-Point of Failure. Aktuell ist die Spezifikation im Normierungsprozess bei der DKE und IEC/Cenelec.
Erste Seriengeräte mit einer SHIP-Schnittstelle wurden 2016 auf der IFA vorgestellt.